# Tháng 1 năm 2006
Trang này liệt kê những sự kiện quan trọng vào tháng 1 năm 2006.

## Chủ nhật, ngày1 tháng 1
- Nga ngừng cung cấp khí đốt cho Ukraina vì bất đồng về giá cả.

## Thứ hai, ngày2 tháng 1
- Một người Việt được tặng Huân chương Thành viên Đế chế Anh: ông Vũ Khánh Thành, nghị viên hội đồng khu phố Hackney, Luân Đôn, giám đốc sáng lập và điều hành hội An Việt. Hội này cũng đã trình dự án lập Làng Việt Nam để đón Thế vận hội 2012. BBC

## Thứ ba, ngày3 tháng 1
- Nhà vận động hành lang Jack Abramoff đã nhận ba tội tham nhũng có dính líu nhiều viên chức ở Quốc hội Hoa Kỳ, và ông sắp khai ra ai đã ăn hối lộ của ông. BBC Calitoday Lưu trữ ngày 27 tháng 8 năm 2006 tại Wayback Machine Người Việt Lưu trữ ngày 27 tháng 10 năm 2007 tại Wayback Machine Việt Báo[liên kết hỏng] VNN

## Thứ tư, ngày4 tháng 1
- Thủ tướng Israel Ariel Sharon đã được đưa vào bệnh viện ở Jerusalem sau một cơn đột quỵ "đáng kể". Ehud Olmert được quyền thủ tướng. BBC
- Tộc trưởng Maktoum bin Rashid Al Maktoum, thủ hiến của Dubai và Thủ tướng của Các Tiểu Vương quốc Ả Rập Thống nhất, qua đời do cơn đau tim tại Bờ biển Vàng, Úc. VNN VOA
- 12 trong số 13 thợ mỏ bị tử nạn trong tai nạn hầm mỏ tại Mỏ than Sago, Tây Virginia, Hoa Kỳ. BBC Calitoday Lưu trữ ngày 30 tháng 8 năm 2006 tại Wayback Machine Người Việt Lưu trữ ngày 16 tháng 12 năm 2007 tại Wayback Machine Việt Báo[liên kết hỏng] VNN VOA
- Nga đồng ý tái cung cấp khí đốt cho Ukraina. BBC Việt Báo[liên kết hỏng] VNN VOA

## Thứ năm, ngày5 tháng 1
- Ông Trần Xuân Bách, nguyên Ủy viên Bộ Chính trị BCHTW ĐCSVN, qua đời chiều ngày 1 tháng 1 vừa qua, thọ 83 tuổi. Lúc đương chức, ông đề xuất cải cách chính trị theo hướng "đa nguyên", nhưng không được ủng hộ nên bị đưa ra khỏi Bộ Chính trị và Trung ương Đảng (tháng 3 năm 1990). BBC Tuổi Trẻ Lưu trữ ngày 29 tháng 9 năm 2007 tại Wayback Machine
- Các bác sĩ đã gây mê cho Thủ tướng Israel Ariel Sharon cho 72 tiếng hồ để ngừng chảy máu sau phẫu thuật do một cơn đột quỵ trầm trọng. Ehud Olmert được quyền thủ tướng.
- Microsoft cập nhật Windows để sửa một lỗ an toàn quan trọng trong việc xử lý dạng hình ảnh Windows Metafile.

## Thứ sáu, ngày6 tháng 1
- Thủ tướng Israel Ariel Sharon bị mổ lần thứ ba sau khi các bác sĩ thấy ông tiếp tục chảy máu. Ông Ehud Olmert đã được trao quyền thủ tướng tạm thời.

## Thứ hai, ngày9 tháng 1
- Các bác sĩ đang cố gắng đánh thức Thủ tướng Israel Ariel Sharon từ cơn mê.

## Thứ năm, ngày12 tháng 1
- Liên minh châu Âu muốn đưa Iran ra trước Hội đồng Bảo an Liên Hợp Quốc về việc Iran làm giàu uranium.
- Một cuộc chen lấn trong buổi lễ Ném Đá Ma Quỷ, ngày cuối cùng của lễ Hajj tại Mecca, Ả Rập Xê Út, làm thiệt mạng ít nhất 345 người hành hương Hồi giáo.
- Hội nghị bộ trưởng năm đầu tiên của Hiệp hội châu Á – Thái Bình Dương về Phát triển và Khí hậu sạch bắt đầu ở Sydney, Úc.
- Mehmet Ali Ağca, người bắn Giáo hoàng Gioan Phaolô II trong năm 1981, được phóng thích.

## Thứ bảy, ngày14 tháng 1
- Núi lửa Augustine tại Alaska, Hoa Kỳ phun lửa lần đầu tiên trong gần hai mươi năm.

## Thứ sáu, ngày15 tháng 1
- Michelle Bachelet thuộc đảng Xã hội Chủ nghĩa thắng cử Tổng thống Chile, trở thành tổng thống phụ nữ đầu tiên của đất nước này.
- Tàu Stardust của NASA thả khoang chứa các hạt bụi thu được từ Sao chổi Wild 2 xuống Sa mạc Hồ Muối tại Utah, Hoa Kỳ.
- Tộc trưởng Jaber qua đời sau 28 năm làm thủ hiến của Kuwait, và hoàng tử Tộc trưởng Saad nối ngôi.

## Thứ hai, ngày16 tháng 1
- Hòa thượng Thạch Som, Phó Pháp chủ Giáo hội Phật giáo Việt Nam viên tịch, hưởng thọ 95 tuổi. Lễ hỏa thiêu (Trà tỳ) sẽ được tổ chức vào hồi 21 giờ ngày 19 tháng 1 tại chùa Ratanadìparamakoskeo (Ô Mịt), xã Châu Điền, huyện Cầu Kẻ, tỉnh Trà Vinh.
- Tarja Halonen và Sauli Niinistö thắng vòng thứ nhất trong cuộc bầu cử tổng thống Phần Lan.

## Thứ tư, ngày18 tháng 1
- Thị trường chứng khoán Tokyo bị đóng cửa sớm vì nhiều người bán cổ phần công ty livedoor sau khi bị nghi ngờ có gian lận.

## Thứ năm, ngày19 tháng 1
- Tàu vũ trụ New Horizons của NASA được phóng lên từ Trạm Không quân Mũi Canaveral trong hành trình chín năm đến Diêm Vương Tinh.

## Thứ sáu, ngày20 tháng 1
- Liên hiệp của người Shia thắng cử trong tổng tuyển cử Iraq tháng trước, nhưng không đủ phiếu để chiếm đa số ghế.

## Thứ bảy, ngày21 tháng 1
- Tổng thống Kosovo Ibrahim Rugova qua đời, thọ 61.

## Thứ hai, ngày23 tháng 1
- Đảng Bảo thủ của Stephen Harper chiến thắng đảng Tự do trong tổng tuyển cử Canada, sau khi chính phủ của Thủ tướng Paul Martin bị lật đổ cuối năm 2005.
- Thủ hiến mới của Kuwait, Saad Al-Abdullah Al-Salim Al-Sabah, đồng ý thoái vị chỉ hai ngày sau khi ông lên ngôi.

## Thứ tư, ngày25 tháng 1
- Deus Caritas Est (tiếng Latinh: "Thượng đế là Tình yêu"), hiến chế đầu tiên của Giáo hoàng Benedict XVI, được xuất bản.
- Google đồng ý kiểm duyệt một số từ khóa để được hoạt động dịch vụ tìm kiếm tại Cộng hòa Nhân dân Trung Hoa.
- Bầu cử Quốc hội Palestine được tổ chức lần đầu tiên trong hơn mười năm.

## Thứ năm, ngày26 tháng 1
- Nhóm vũ trang Hồi giáo Hamas dẫn đầu số ghế trong cuộc bầu cử Quốc hội Palestine, làm Thủ tướng Ahmed Qurei từ chức.
- OGLE-2005-BLG-390L b, một siêu Trái Đất, được phát hiện tại chòm sao Cung Thủ, gần trung tâm Dải Ngân Hà.

## Thứ bảy, ngày28 tháng 1
- Người Á Đông toàn thế giới đón Tết Bính Tuất.

## Thứ hai, ngày30 tháng 1
- Tộc trưởng Sabah Al-Ahmad Al-Jaber Al-Sabah nhậm chức tiểu vương Kuwait, kế nhiệm Saad Al-Abdullah Al-Salim Al-Sabah.

## Thứ ba, ngày31 tháng 1
- Samuel Alito được phê chuẩn và nhậm chức thẩm phán Tối cao Pháp viện Hoa Kỳ.